# Michelle Gayle
Michelle Patricia Gayle (Londra, 2 febbraio 1971) è un'attrice e cantante britannica.

## Biografia
Nata in un quartiere a Nord-Ovest di Londra, Gayle ha frequentato la Barbara Speake Stage School di Acton e i suoi compagni di scuola comprendevano Naomi Campbell, Amma Asante e Kwame Kwei-Armah. Ancora adolescente cominciò a recitare in televisione, facendo il suo debutto nel 1988 nella serie TV della BBC Grande Hill. Successivamente continuò a lavorare in televisione nei primi anni novanta nelle serie TV London's Burning, Press Gand ed EastEnders, che lasciò nel 1993 per seguire le sue ambizioni musicali. Dal 1993 cantava in un duo rap chiamato R-MOR-FUS, per poi firmare un contratto con la RCA Records nel 1993; il suo singolo del debutto, Looking Up, arrivò undicesimo in classifica, mentre nel 1994 il suo singolo Sweetness raggiunse la quarta posizione e trascorse sedici settimane nella Official Singles Chart, vendendo oltre trecentomila copie. Anche i suoi singoli successivi ottennero un discreto successo: I'll Find You raggiunse la ventiseiesima posizione nel 1994, 'Freedom la sedicesima nel 1995 e Happy Just to Be with You l'undicesima. I cinque singoli furono poi raccolti nel suo album Michelle Gayle, che raggiunse la trentesima posizione nell'Official Albums Chart. Nel 1997 il suo sesto singolo, Do You Know, raggiunse la sesta posizione in classifica, seguito da Sensational al quattordicesimo posto. Sensational è anche il titolo del suo secondo album, registrato a Londra e Los Angeles, che però registrò uno scarso successo di vendite. Durante la sua permanenza con la RCA Gayle fu candidata tre volte al BRIT Award.
Nel 1999 fece il suo debutto a teatro ricoprendo il ruolo di Belle nel musical La bella e la bestia in scena nel West End di Londra. Dopo una pausa dal mondo dello spettacolo per prendersi cura del figlio, nel 2003 tornò a recitare in televisione con le serie Doctors ed Holby City, a cui seguì Family Affairs nel 2005. Rimase comunque attiva anche in campo teatrale, recitando nella pièce The Brothers all'Hackney Empire nel 2006 e nella tournée britannica di Mum's the Word nel 2007. Nel 2010 ha pubblicato il suo primo romanzo, Pride and Premiership. Nel 2019 torna sulle scene londinesi per interpretare Hermione Granger della pièce Harry Potter e la maledizione dell'erede, in scena al Palace Theatre del West End.

## Vita privata
Michelle Gayle è stata sposata per dieci anni con Mark Bright, dal 1997 al 2007, e la coppia ha avuto un figlio, Isaiah Bright. Gayle ha avuto un secondo figlio, Luke, nel 2011. L'attrice è astemia e vegetariana.

## Filmografia parziale

### Attrice
- Grange Hill - serie TV, 31 episodi (1988-1989)
- Press Gang - serie TV, 2 episodi (1990)
- EastEnders - serie TV, 175 episodi (1190-1993)
- Holby City - serie TV, 1 episodio (2003)
- Doctors - serie TV, 1 episodio (2003)
- Family Affairs - serie TV, 1 episodio (2005)
- Wolfblood - Sangue di lupo - serie TV, 21 episodi (2016-2017)

### Sceneggiatrice
- Wolfblood - Sangue di lupo - serie TV, 1 episodio (2017)

## Discografia

### Album in studio
- 1994 - Michelle Gayle (RCA/First Avenue 74321234122)
- 1997 - Sensational (RCA/First Avenue 74321419322)
- 2000 - Looking Up, (RCA/First Avenue 74321766792)

### Singoli
- 1993 - Looking Up
- 1994 - Sweetness
- 1994 - I'll Find You
- 1995 - Freedom
- 1995 - Happy Just to Be with You
- 1997 - Do You Know
- 1997 - Sensational
- 2000 - Got to Be Me
- 2008 - Woo (U Make Me)
- 2018 - You Don't Have to Say You Love Me

## Libri
- Pride and Premiership, Londra, Walker, 2011. ISBN 978-1406330885